# Lata

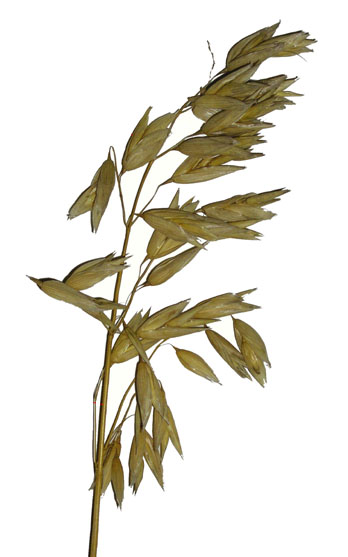
Ukázka laty

Lata (panicula) je jednoduché hroznovité květenství, jehož hlavní osa je nejdelší a nese kratší rozvětvené postranní osy, z nichž spodní jsou mohutnější a k vrcholu se postupně zjednodušují a zkracují (např. u ptačího zobu, šeříku).
Jde o vývojově nejpůvodnější typ hroznovitého květenství.